# مستر أولمبيا 1971
بطولة مستر أولمبيا 1971 هي النسخة السابعة من بطولة مستر أولمبيا للمحترفين بكمال الأجسام، أقيمت نهائياتها في 29 سبتمبر 1971، بمدينة باريس الفرنسية.

## نظرة عامة
فاز بالمنافسة هذا العام النمساوي أرنولد شوارزنيجر.

## النتائج الكاملة
| المركز | الاسم            | الدولة  |
| ------ | ---------------- | ------- |
| 1      | أرنولد شوارزنيجر | النمسا  |
| DQ     | روي كالندر       | كندا    |
| DQ     | فرانكو كولومبو   | إيطاليا |
| DQ     | سيرجيو أوليفا    | كوبا    |

 = يحمل لقب مستر أولمبيا من سنوات سابقة.